# Horomanga (rivière)
La rivière Horomanga  (anglais : Horomanga River ) est un cours d’eau du nord-est de l’Île du Nord de la Nouvelle-Zélande dans la Région de la Baie de l’Abondance.

## Géographie
Elle s’écoule vers le nord à travers le Parc national de Te Urewera, atteignant sa confluence avec la rivière Rangitaiki à 2 km au nord de la ville de Murupara. Il y a un chemin de randonnée qui traverse la section de forêt le long de la rivière et le refuge de «Midway Hut» est à environ 7 km en amont de l’endroit, où la rivière quitte la chaîne de «Ikawhenua».